# Stewart County (Georgia)
Stewart County is een county in de Amerikaanse staat Georgia.
De county heeft een landoppervlakte van 1.188 km² en telt 5.252 inwoners (volkstelling 2000). De hoofdplaats is Lumpkin.